# Trumpf (Kartenspiel)
Der Ausdruck Trumpf ist eine volkstümliche Vereinfachung des Wortes Triumph und bezeichnet allgemein im übertragenen Sinn einen Vorteil. Der Begriff leitet sich von den frühen Trionfi-Spielkarten ab, einem um 1450 entstandenen Deck, das im Vergleich zu anderen Kartensätzen zusätzliche Karten mit Trumpffunktion im Spiel beinhaltete. Hauptsächlich verwendet wird der Begriff heute meist im Spiel mit Karten, seltener auch im Würfelspiel.
Neben der Bezeichnung Trumpf ist auch der französische Ausdruck Atout gebräuchlich, so gelten etwa beim Bridge für ein Spiel ohne „Trumpf“ die Abkürzungen NT für No trump oder SA für Sans atout.

## Trumpf im Kartenspiel
Im Kartenspiel sind Trümpfe oder Trumpfkarten ganz besonders wertvolle Karten, mit denen der Spieler „trumpfen“ und damit andere Karten stechen kann.
Normalerweise sind die Farben des Kartenspiels (Karo, Herz, Pik und Kreuz beim französischen Blatt oder Schellen, Herz oder Rosen, Laub oder Schilte und Eichel beim deutschen bzw. Schweizer Blatt) untereinander erst einmal gleichberechtigt. Bei verschiedentlichen Spielen ergibt es sich aber, dass eine dieser Farben als Trumpf eine höhere Kraft zur Erringung eines Stiches erhält. Sie ist dann den anderen Farben übergeordnet und das Vorhandensein einer Trumpfkarte in einem Stich bewirkt, dass dieser Stich an den Besitzer dieser Trumpfkarte geht.

### Verschiedene Trumpfarten in einzelnen Spielen
Alle Karten dieser Farbe sind dann Trumpf, auch die sogenannten Luschen.

#### Spiele mit vorher festgelegten Trumpffarben bzw. Karten
- Doppelkopf: Alle Ober und Unter sowie die Farbe Schellen (beim französischen Blatt Karo) sowie zum Teil beide Herz-Zehn-Karten
- Bierkopf: Alle Ober und Unter sowie die Farbe Herz
- Schafkopf: Alle Ober und Unter sowie die Farbe Herz (nur im Sauspiel)
- Brixentaler Bauerntarock: Alle Karten der Farbe Herz

#### Spiele mit variabler Trumpffarbe
- Mit Losglück:
  - Whist
  - Écarté
  - Gaigel
  - Durak
- Durch Reizen:
  - Skat
  - Binokel
  - Bieter (Variante des Jass)
  - Bridge
  - Bayerisches Tarock
- Durch Trumpfrecht (reihum vergeben)
  - Schieber, Differenzler (Varianten des Jass)
- Durch feste Trümpfe und Trumpfrecht
  - Watten (Feste Trümpfe: Herz König, Schellen Sieben, Eichel Sieben)

#### Spiele mit Extrakarten für Trumpf
- Cego
- Tarot- bzw. Tarockspiele
- verschiedene Quartettspiele

## Das KartenspielTrumpf
Es gibt auch ein Spiel mit dem Namen Trumpf. Gespielt wird mit Elfer raus!-Karten. Bei diesem Stichspiel ist das Ziel, nach Erhalt der Karten die genaue Anzahl der Stiche vorauszusagen, die man am Ende der Runde gemacht haben möchte. Bei Erreichen der Stichzahl gibt es Pluspunkte, ansonsten Minuspunkte.
Eine Variante hiervon ist das Trumpf mit Freund oder auch Baptisten-Skat genannt. Hierbei wird eine Karte bestimmt (z. B. Grüne 19), mit der der Freund gesucht und im Optimalfall der Stich gesichert wird. Hierdurch können Spiele bis zu 840 Punkten (Höchstpunktzahl) möglich werden. Gespielt werden sollte mit 5 oder 6 Spielern. Bei 5 Spielern erhält jeder Spieler 14 Karten, bei 6 Spielern je 12 Karten. Geboten wird die Punktezahl, die man glaubt, mit Hilfe des „Stocks“ zu erreichen (Reizwert), mindestens in 10er Schritten. Der Spieler, der den höchsten Reizwert nennt, darf spielen, bestimmt die Trumpffarbe und erhält den „Stock“ (10 Karten bei 5 Spielern / 8 Karten bei 6 Spielern), den er gegen seine Karten austauschen kann (frei wählbar). Die aufgespielte Farbe muss bedient werden, solange sie bei dem jeweiligen Spieler vorhanden ist. Hat jemand die Farbe nicht mehr, muss er trumpfen; hat er auch keine Trumpfkarte mehr, kann er eine beliebige Karte ausspielen. Bedient jemand fehl bzw. trumpft ab, obwohl er die Farbe noch besitzt, verliert diese Partei das Spiel. Den Stich gewinnt entweder die höchste Trumpfkarte oder die höchste Karte der aufgespielten Farbe.
Sind alle Karten ausgespielt, werden die Punkte addiert. Der Einfachheit halber wird i. d. R. bei den Gegnern am Spielende die Differenz gezählt.
Haben Spieler und Freund zusammen den Reizwert erreicht, bekommt der Spieler den vollen Reizwert gutgeschrieben, der Freund die Hälfte. Beim Verlust der Partie werden die Punkte jeweils abgezogen.
Den Freund findet man heraus, indem der Spieler aufspielt (also nach einem gewonnenen Stich) und laut „Freund“ ruft. Der Freund ist jedoch nicht verpflichtet, sich zu „zeigen“. Man kann allein gegen die anderen zu spielen, indem man seine eigene Karte zum Freund nimmt.
Durch „Contra“ (kann nur durch einen Gegner ausgesprochen werden) werden die Punkte verdoppelt, durch „Re“ (kann nur durch den Spielenden oder seinen Freund/seine Freunde ausgesprochen werden) vervierfacht. Dadurch können also maximal 3.360 Punkte zusammenkommen. Das Spiel wird dadurch natürlich sehr viel spannender. Die Rundenzahl ist nicht begrenzt und so kann man durchaus stundenlang spielen.

## Redensarten
Aus der spieltechnischen Bedeutung von Trumpf leiten sich im allgemeinen Sprachgebrauch auch einige Redewendungen ab:
- „… einen Trumpf ausspielen …“ = etwas erwidern, was den anderen zum Schweigen bringt; ein zwingendes Argument liefern
- „… er hat alle Trümpfe in der Hand …“ = er hat alle Vorteile auf seiner Seite

## Belege
1. ↑  Erhard Gorys: Das Buch der Spiele. Manfred Pawlak Verlagsgesellschaft, Herrsching o. J.; S. 10.